# XUL
XUL (eng. XML User Interface Language), är ett uppmarkeringsspråk baserat på XML som används för att beskriva användargränssnitt och som utvecklats av Mozillaprojektet, av samma typ som MXML, UIML, och XAML.
Version 1.0 av specifikationen är fortfarande inte färdigskriven. XUL är baserad på flera befintliga standarder och teknologier, däribland CSS, JavaScript, DTD och RDF, vilket gör det relativt lätt att lära sig för personer med erfarenhet i webbprogrammering och webbdesign.
Den huvudsakliga förtjänsten med XUL är att den tillhandahåller en enkel och portabel definition av vanliga widgets vilket minskar mjukvaruutvecklingsarbetet.